# Eustorg de Beaulieu
Eustorg de Beaulieu (* um 1495 in Beaulieu-sur-Dordogne (heute im Département Corrèze); † 8. Januar 1552 in Basel) war ein französischer Autor, Geistlicher, Organist und Komponist.

## Leben
Wo er seine Ausbildung erhielt, ist nicht geklärt. Im Jahr 1522 ist er als Organist an Saint-Gervais-Saint-Protais in Lecoutre im Département Gers belegt. Ab 1524 hielt er sich in Tulle auf. Das später erschienene Werk Les Divers Rapportz enthielt mehrere an bekannte Persönlichkeiten der Stadt gerichtete Huldigungsgedichte. In einem Gedicht gab Beaulieu an, als Musiklehrer zu arbeiten. 1529 erhielt er seine Priesterweihe, 1533 oder 1534 zog er nach Lyon und trat in den Dienst des Stadtgouverneurs Pomponio Trivulzio. Hier erschienen 1537 die Divers Rapportz, die auch zwölf drei- bis vierstimmige Chansons in einzelnen Stimmen enthalten haben sollen; nur drei dieser Chansons sind erhalten in den ersten Bänden von Jacques Modernes Sammlung Le parangon des chansons (1538).
1537 konvertierte Beaulieu zum Protestantismus und floh noch im selben Jahr nach Genf. An der Akademie von Lausanne studierte er Theologie. 1540 legte er vor dem Konsistorium seine Prüfung ab und wurde Pfarrer in Thierrens und Moudon im Kanton Waadt. 1546 publizierte er, vermutlich in Genf, seine Chrestienne Resjouyssance, die 160 geistliche Lieder enthielt. 39 von ihnen stehen in einem eigenen Abschnitt, Beaulieu gab an, sie drei- und vierstimmig ausgesetzt zu haben und veröffentlichen zu wollen, sobald er einen geeigneten Drucker dazu gefunden hätte. Keins dieser Lieder ist jedoch erhalten, lediglich die Texte sind überliefert. Im Jahr 1547 legte Beaulieu sein Pfarramt nieder (nach anderen Quellen wurde er des Amtes enthoben) und hielt sich danach für ein Jahr in Biel auf. Im Mai 1548 schrieb er sich an der Universität Basel ein und veröffentlichte mit dem Espinglier des filles ein letztes Werk, das der humanistisch gebildete Jurist Bonifacius Amerbach als Freund und Förderer unterstützte. 1550 wirkte er wieder als Musiklehrer in Biel, kehrte aber nach Basel zurück. Eine Tagebuchnotiz des Basler Gesandten Johannes Gastius verzeichnete den Tod des „Studiosus Hector, auch genannt Eustorgius“, wie sich Beaulieu seit seiner Lyoner Zeit als Autor nannte; diese Bezeichnung ging wohl auf seine Schülerin Hélaine de Gondi zurück.

## Werk
Beaulieu wurde als Dichter bekannt, nicht aber als Komponist. Seine drei überlieferten Chansons Bon jour bon an et bonne estrayne, Voici le bon temps und Mondain sejour j’ay perdu ta présence aus dem  Parangon des chansons reichen zu einer stilistischen Einordnung nicht aus. Sie sind zwar melodisch erfindungsreich, zeigen allerdings nur recht einfache harmonische Mittel und eine kaum entwickelte Polyphonie mit allenfalls ansatzweise verwendeter Imitationstechnik im Stil seiner französischen Zeitgenossen.